# Ooceraea australis
Ooceraea australis (лат.) — вид муравьёв рода Ooceraea из подсемейства Dorylinae (ранее в Cerapachyinae). Ранее был известен как Cerapachys australis.

## Распространение
Австралия.

## Описание
Мелкие муравьи коричневого цвета, длина около 3 мм. Глаза отсутствуют. Усики рабочих и самок 9-члениковые. Стебелёк между грудкой и брюшком двухчлениковый (следующий за петиолем III-й абдоминальный сегмент узкий и превращён в постпетиоль), но явные перетяжки между следующими абдоминальными сегментами (IV, V и VI) отсутствуют. Проното-мезоплевральный шов развит. Проподеальные дыхальца находятся в нижней части заднегрудки. Пигидиум с модифицированными щетинками. Оцеллии отсутствуют, сложные глаза редуцированные (1—5 фасеток) или отсутствуют. Нижнечелюстные щупики рабочих 3-члениковые, нижнегубные щупики состоят из 2 сегментов. Средние и задние голени с одной гребенчатой шпорой. Куколки голые (коконы отсутствуют). Гнездятся в почве. Наблюдения в Западной Австралии показали отсутствие гнёзд и кочевой характер поведения.